# ملک‌بوکو (تاش‌اوا)
ملک‌بوکو (به لاتین: Mülkbükü) یک منطقهٔ مسکونی در ترکیه است که در تاشوا واقع شده‌است.